# Pomnik Ofiar Komunizmu na Cmentarzu Rakowickim (Kraków)
Pomnik Ofiar Komunizmu – pomnik znajdujący się w Krakowie na Cmentarzu Rakowickim przy ulicy Rakowickiej 26.
Pomnik w formie krzyża trzymanego przez ludzkie dłonie to dzieło artysty rzeźbiarza Stefana Dousy.
Odsłonięto go 8 kwietnia 1995 roku, 55 lat od popełnienia zbrodni katyńskiej.